# Holloway (Minnesota)
Holloway es una ciudad ubicada en el condado de Swift en el estado estadounidense de Minnesota. En el Censo de 2010 tenía una población de 92 habitantes y una densidad poblacional de 25,63 personas por km².

## Geografía
Holloway se encuentra ubicada en las coordenadas 45°14′36″N 95°54′24″O / 45.24333, -95.90667. Según la Oficina del Censo de los Estados Unidos, Holloway tiene una superficie total de 3.59 km², de la cual 3.59 km² corresponden a tierra firme y (0.07%) 0 km² es agua.

## Demografía
Según el censo de 2010, había 92 personas residiendo en Holloway. La densidad de población era de 25,63 hab./km². De los 92 habitantes, Holloway estaba compuesto por el 100% blancos, el 0% eran afroamericanos, el 0% eran amerindios, el 0% eran asiáticos, el 0% eran isleños del Pacífico, el 0% eran de otras razas y el 0% pertenecían a dos o más razas. Del total de la población el 0% eran hispanos o latinos de cualquier raza.